# 2LDK
2LDK è un film del 2003, diretto da Yukihiko Tsutsumi. È il frutto di una sfida tra i registi Yukihiko Tsutsumi e Ryūhei Kitamura, consistente nel realizzare un film da girare in una settimana, con due soli personaggi, ambientato in una casa. Il film diretto da Kitamura è Aragami.
Il titolo è un'abbreviazione giapponese che indica un appartamento dotato di due camere da letto, un soggiorno, una cucina e una sala da pranzo.
È uscito nelle sale italiane il 4 ottobre 2003.

## Trama
Nozomi e Lana sono due aspiranti attrici, reduci da un provino per il ruolo di protagonista in un importante film. Le due iniziano una coabitazione in un appartamento messo a loro disposizione dal produttore della pellicola.
Nozomi è timida, goffa e ordinata. Lana è vanitosa, spigliata e disordinata. Le due ragazze iniziano a parlare, ma i loro pensieri indicano un forte antagonismo. In seguito a una ciocca di capelli trovata da Nozomi, le due ragazze iniziano a farsi una serie di dispetti, fino a giungere a una colluttazione, usando le armi più varie, da una motosega a una katana, arrivando ai tentativi di annegamento e folgorazione, fino a uccidersi a vicenda.
Dopo che le due ragazze si sono uccise, il produttore lascia sulla segreteria telefonica un messaggio che annuncia che entrambe sono state scelte come protagoniste del film.

## Riconoscimenti
- 2003: Philadelphia Film Festival (miglior regia)